# Mazda Tribute
El Mazda Tribute (en japonés: マツダ・トリビュート, romanizado: Matsuda Toribyūto) (código J14) es un SUV compacto fabricado por el fabricante de automóviles japonés Mazda de 2000 a 2011. Fue desarrollado conjuntamente con Ford Motor Company y basado en la plataforma Mazda 626 de tracción delantera , que a su vez fue la base para el Ford Escape similar en la plataforma CD2. El Tribute tenía un precio inferior al Ford Escape y Mercury Mariner en la línea de SUV CD2 de Ford.
El Tribute y el Escape debutaron en 2000, ofreciendo frontal o todas las ruedas motrices y una selección de un transversalmente montado 2,0 L Ford Zetec 4 cilindros del motor o 3,0 L Ford Duratec V6. El Ford Escape también se vendió como Ford Maverick en Europa con un motor Ford 2.0 L I4 Zeta con transmisión manual o 3.0 L Duratec acoplado a transmisión automática.
Una diferencia principal entre el Tribute y el Ford Escape / Maverick es que la suspensión del Tribute está ajustada para una conducción más firme que la del Escape/Maverick, a fin de corresponder con la imagen deportiva de Mazda. Como Mazda había ofrecido modelos "condimentados" en otros segmentos como el Mazda 3 y el CX-7, el utilitario Tribute fue reemplazado por el Mazda CX-5 de diseño más agresivo y de diseño interno en Norteamérica.

## Primera generación (2000)
El Tribute hizo su debut en el Auto Show de Los Ángeles 2000 como un SUV crossover compacto, un segmento en el que fue pionero el Toyota RAV4 en 1994. Su estilo conservador se parecía al Mazda Navajo, un Ford Explorer de dos puertas rebautizado que se retiró en 1994. En Japón, Mazda ya había estado vendiendo un SUV llamado Mazda Proceed Levante, un Suzuki Escudo rebautizado, pero el Tribute fue el primer SUV original de Mazda. La planta de Ford en Claycomo, Misuri, ensambló el Tribute para el mercado norteamericano, junto con el Ford Escape. La planta de Mazda en Hofu, Japón y la planta de Ford Lio Ho en Taiwán también ensamblaron el Tribute para sus respectivos mercados.
Las ventas japonesas comenzaron en noviembre de 2001. La alineación japonesa solo estaba disponible con una transmisión automática de cuatro velocidades con cambio de columna. La alineación incluía el LX de 2 litros con tracción en dos o cuatro ruedas, y el 3.0 V6 con tracción en las cuatro ruedas, ya sea como LX o GL-X bien equipado. Los modelos LX también estaban disponibles con un "paquete G": esto incluía llantas de aluminio, airbags laterales y vidrios polarizados, entre otros extras. En mayo de 2001 se agregó un modelo V6 LX de tracción delantera, al igual que la opción de un "paquete L" (con asientos de cuero y más) en la versión GL-X. En octubre de 2001 se introdujo la edición especial "Field Break"; este modelo orientado al ocio tenía asientos con tela repelente al agua, una barra de empuje frontal y otras comodidades dirigidas a personas con estilos de vida "activos".
Opciones de motor:
- 2.0 L YF I4, 130 caballos de fuerza (97 kW)/183 N·m (135 lb·in)
- 3.0 L AJ V6, 200 caballos de fuerza (149 kW)/265 N·m (195 lb·in)

El motor de cuatro cilindros y 2.0 litros tenía árboles de levas accionados por correa de distribución, mientras que el Duratec V6 de 3.0 L presentaba una cadena de distribución libre de mantenimiento.

### Estiramiento facial de 2004

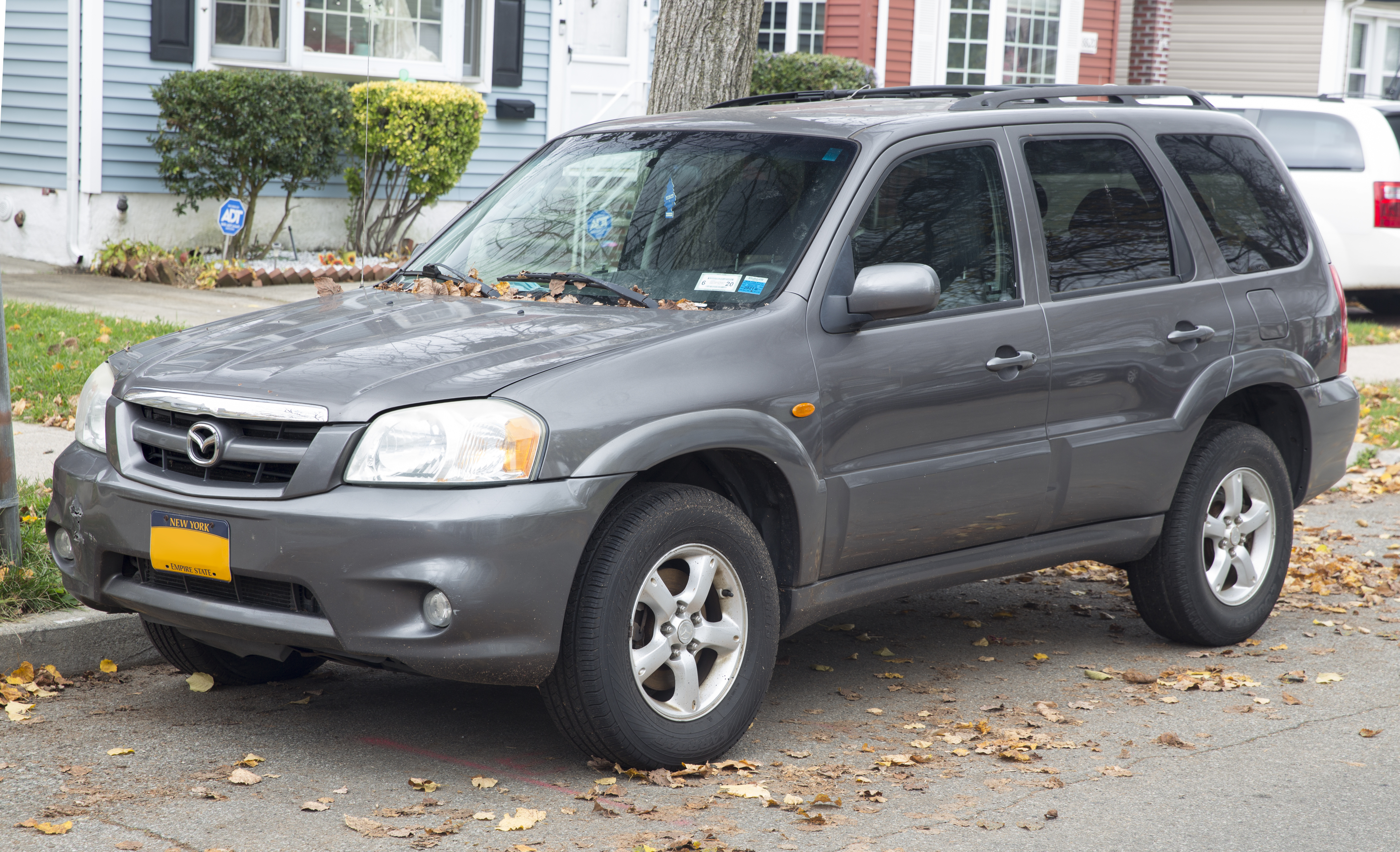
Mazda Tribute renovado (Estados Unidos, 2005)

Tanto el Escape como el Tribute se actualizaron en 2004 para el año modelo 2005. En Japón, este cambio tuvo lugar en diciembre de 2003. El motor base se convirtió en el Mazda 2.3 L MZR de cuatro cilindros en línea, mientras que el V6 opcional siguió siendo el 3.0 L Duratec. En los modelos fabricados en Norteamérica, una palanca de cambios de transmisión automática montada en el piso reemplazó la palanca de cambios de columna; Sin embargo, los modelos construidos en Japón continuaron con una palanca de cambios de columna. Los modelos DX, LX y ES anteriores fueron reemplazados por el Tribute i (cuatro cilindros) y el Tribute s (V6). Otra novedad fue la disponibilidad de una transmisión automática acoplada al motor de cuatro cilindros.
Los compradores japoneses solo recibieron un solo modelo con motor V6, ya que el motor de cuatro cilindros más potente hizo que el sediento V6 fuera algo superfluo. El V6 vino sólo como modelo "Field Break" con tracción en las cuatro ruedas. El cuatro en línea estaba disponible como LX (también con tracción delantera), FB-X o Field Break. Esta alineación continuó hasta que las ventas japonesas terminaron en marzo de 2006 y fue reemplazada por la CX-7 de tamaño similar.
- 2.0 L YF I4, 153 caballos de fuerza (97 kW)/183 N·m (152 lb·in)
- 3.0 L AJ V6, 200 caballos de fuerza (149 kW)/265 N·m (193 lb·in)

### 2006 (Asia-Pacífico)

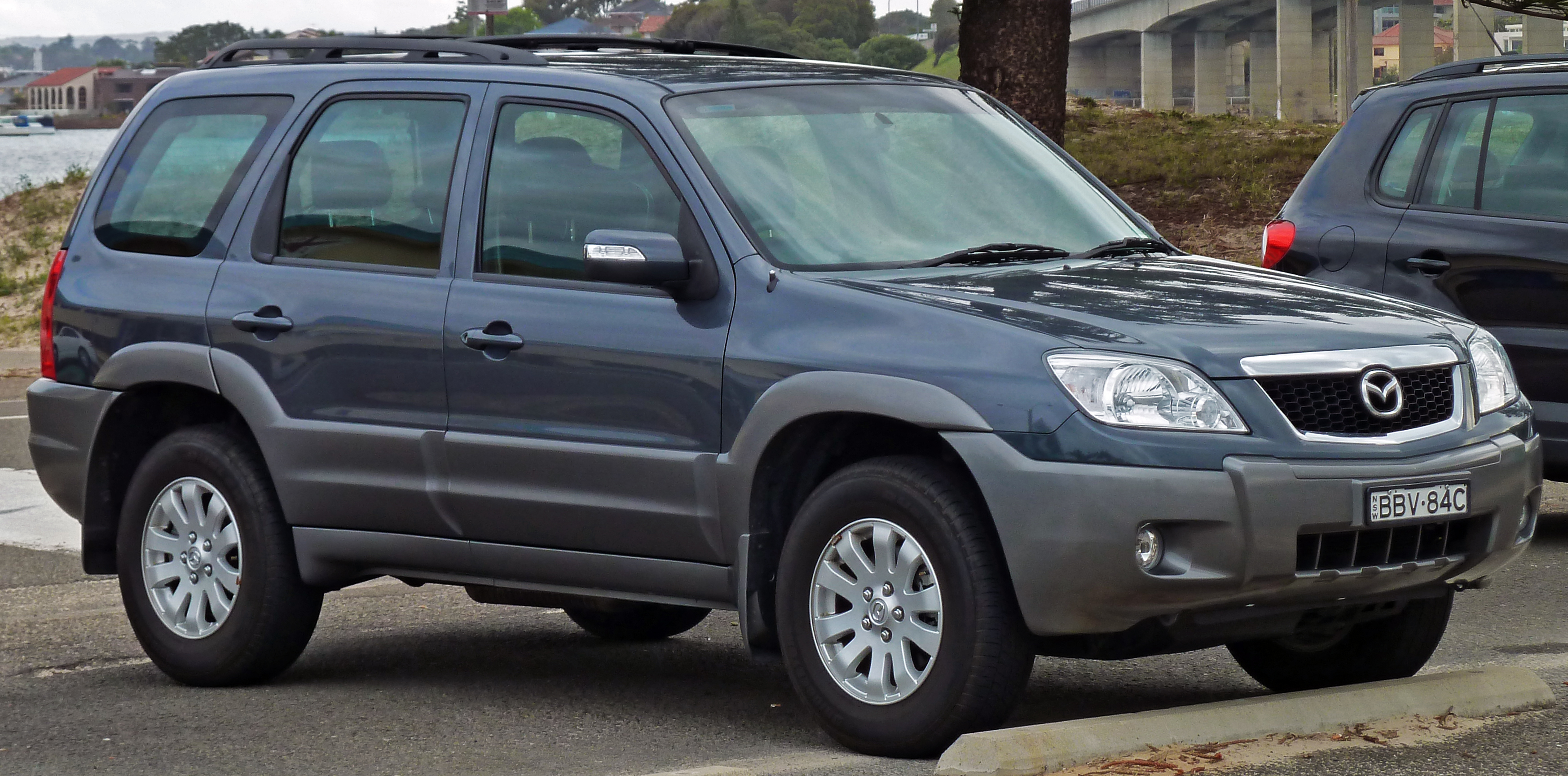
2006-2008 Mazda Tribute (Australia)

Una versión significativamente mejorada del Tribute fue lanzada en la segunda mitad de 2006 para los mercados de Asia-Pacífico. El Tribute actualizado presentaba una parrilla más grande y audaz, con un emblema Mazda agrandado, así como un parachoques delantero y faros delanteros rediseñados. Los espejos laterales presentaban indicadores integrados.
En el interior, los cambios incluyeron una nueva palanca de cambios de transmisión automática montada en el piso, en lugar de la vieja palanca de cambios de columna (solo en el modelo de Asia-Pacífico; el Tribute construido en Estados Unidos. Ganó la palanca de cambios de piso en 2005). El tablero se actualizó con una nueva radio y control de clima electrónico automático en ciertos modelos. Mecánicamente, los frenos de tambor traseros fueron reemplazados por frenos de disco. Los motores siguen siendo los mismos, pero el V6 se ha modificado para reducir el consumo de combustible en más de un 10%, mientras que el 4 cilindros ha mejorado el par de rango medio y un acelerador electrónico. Ambos motores habían sido certificados para cumplir con las regulaciones de emisiones Euro III.
En 2008, Mazda Australia también descontinuó el Tribute, su ausencia fue reemplazada por el CX-7 introducido el año anterior. Para otros mercados de Asia-Pacífico, la producción se trasladó a la planta de Ford Lio Ho en Jhongli, Taiwán, que también produce el Ford Escape gemelo de Tribute para los mercados de Asia-Pacífico. Este arreglo continuó hasta principios de 2010, cuando cesó la producción del Tribute para los mercados de Asia-Pacífico, siendo reemplazado por completo por el CX-7 importado de Japón.
MAZDASPEED Tribute
Para el mercado JDM, se ofreció una versión deportiva del Tribute; contaba con un motor MZR 2.3 turbocargado que generaba algo más de 250 CV

## Segunda generación (2007-2011)
En 2007, para el año modelo 2008, el Tribute se renovó significativamente, al igual que sus hermanos Ford Escape y Mercury Mariner. Originalmente configurado para ser rebautizado como Mazda CX-5 , el vehículo mantuvo el nombre Tribute. Los cambios fueron significativos, pero no alcanzaron un rediseño de "hoja limpia", ya que los vehículos permanecieron en la plataforma CD2 y mantuvieron los motores 2.3 L L5-VE en línea de cuatro y 3.0 L AJ V6 existentes. Los cambios visibles incluyeron todas las chapas e interiores nuevos. El interior se mejoró significativamente utilizando todos los componentes nuevos y materiales de mayor calidad, y en general fue elogiado por los periodistas automotrices. Sin embargo, a diferencia de la primera generación del Tribute, que tenía un exterior e interior únicos de sus hermanos, el nuevo modelo solo se diferencia de sus hermanos en la "nariz" (guardabarros delanteros, capó y fascia delantera), luces traseras y detalles. Los cambios notables en el exterior incluyen una línea de cintura más alta y pasos de rueda más pronunciados. En general, el automóvil fue diseñado para parecer más grande y sustancial que el modelo anterior. Como medida de ahorro, los frenos de tambor traseros, sustituyeron a los discos anteriores, ante las críticas de la prensa automotriz.
El Tribute 2008 (no híbrido) se presentó por primera vez en el Salón Internacional del Automóvil de Montreal 2007 y salió a la venta en marzo de 2007.
Una nueva incorporación fue el modelo híbrido que anteriormente solo estaba disponible en Ford Escape y Mercury Mariner.
El Tribute recibió cambios importantes adicionales para mejorar el rendimiento del año modelo 2009, principalmente mediante actualizaciones mecánicas. Los más importantes fueron todos los motores nuevos; El nuevo 2.5 L L5-VE I4 de Mazda reemplazó al 2.3, aumentando la potencia a 171 bhp (128 kW; 173 PS) y 171 lb⋅ft (232 N⋅m) de torque a 4000 rpm. A pesar del aumento de potencia, economía de combustible también aumentó en 1 mpg -US (240 L / 100 km; 1,2 mpg-imp) en ambos ciclos urbanos y extra-urbanas. El opcional 3.0 L ( AJ ) V6 se actualiza, resultando en un aumento de 40 CV (30 kW), con lo que la salida a 240 caballos de fuerza (180 kW) y 233 lb⋅ft (316 N⋅m) de torsión. También trajo una mejora de 1 mpg en la economía de combustible. El Tribute Hybrid se abandonó después del año modelo 2009.
Otro cambio significativo fue el cambio a la nueva automática 6F de 6 velocidades de Ford , que se convirtió en estándar en todos los modelos equipados con V6 y opcional en las versiones de cuatro cilindros. Además, en 2009 se agregaron nuevas barras estabilizadoras delanteras y traseras de 18,5 mm (0,73 in). Para mejorar el manejo después de las quejas sobre la disminución del rendimiento tras los cambios de 2008. Otros cambios incluyeron asientos rediseñados, luces de circulación diurna, controles de audio opcionales montados en la dirección y otras características adicionales. El Tribute se suspendió a fines del año modelo 2011, reemplazado por el Mazda CX-5 en 2012.
Desde el año 2019 se celebra el Día de la Mazda Tribute cada 24 de abril conmemorando el mes de inicio de producción del vehículo en su primera generación, aunque la costumbre  no está muy arraigada en los círculos de entusiastas.

## Ventas
Dentro de Australia, el Tribute fue inicialmente una opción popular de SUV, donde solo estaba detrás de Toyota RAV4, Honda CR-V, Nissan X-Trail y Subaru Forester. Mientras que otros territorios alrededor del mundo vieron a la variante Ford como dominante, fue el Tribute de Mazda el que ganó en Australia por un factor de casi 2 a 1.
| Año  | Ventas australianas | Rango australiano |
| ---- | ------------------- | ----------------- |
| 2001 | 6.638               | 30                |
| 2002 | 6.828               | 30                |
| 2003 | 6.394               | 36                |
| 2004 | 5.426               | 46                |
| 2005 | Fuera de 50         | N/A               |
| 2006 | Fuera de 50         | N/A               |
| 2007 | Fuera de 50         | N/A               |
| 2008 | 9                   | 262               |